# Nicolás Núñez (Fußballspieler, 1984)
Nicolás Arnaldo Núñez Rojas (* 12. September 1984 in Santiago) ist ein ehemaliger chilenischer Fußballspieler, der meistens als Mittelfeldspieler eingesetzt wurde. Heute ist er als Fußballtrainer tätig.

## Karriere

### Spieler
Nicolás Núñez gab sein Debüt 2001 für Universidad Católica im Universitätsderby gegen Universidad de Chile. Dort konnte er sich nicht als Stammspieler etablieren, zeigte jedoch immer, wenn er eingewechselt wurde, gute Leistungen und erzielte einige Tore. Núñez verbrachte mehrere Saisons bei den Leihvereinen Deportes Puerto Montt, Albacete Balompié und Everton. Ende 2008 wechselte er zu Unión Española, wo ihm die nötige Kontinuität fehlte. 2010 ging er zu Ñublense.
2012 wurde er vom CD Huachipato verpflichtet, wo er in der Clausura 2012 seinen zweiten Titel als Profi gewann, als sein Team das Finale gegen Unión Española im Elfmeterschießen gewann. Mitte 2016 wurde er vom CD Magallanes verpflichtet, wo er als Außenverteidiger und rechter Mittelfeldspieler spielte und nach einiger Zeit Kapitän wurde, bevor er Ende 2019 seine Karriere beendete.

### Trainer
Nach seiner Tätigkeit als Co-Trainer von Ariel Pereyra und Fernando Vergara wurde Núñez im März 2021 Manager vom CD Magallanes in der Primera B. Núñez führte Magallanes 2022 als Meister in die höchste Liga und gewann außerdem die Copa Chile mit der Mannschaft, wodurch sie sich zum zweiten Mal in ihrer Geschichte für die Copa Libertadores qualifizierte. Außerdem gewann er mit dem Team die Supercopa de Chile 2023, bevor er im Mai desselben Jahres zurücktrat.
Im Juli 2023 unterschrieb Núñez bei Universidad Católica und beendete seine Trainertätigkeit bei den Cruzados im März 2024, nachdem sie gegen Coquimbo Unido aus der Copa Sudamericana ausgeschieden waren.

## Erfolge

### Spieler
Universidad Católica
- Chilenischer Meister: 2005-C

Huachipato
- Chilenischer Meister: 2012-C

### Trainer
- Chilenischer Zweitligameister: 2022
- Chilenischer Pokalsieger: 2022
- Chilenischer Supercupsieger: 2023